# Comuna de Trzemeszno
Trzemeszno (polaco: Gmina Trzemeszno) é uma gminy (comuna) na Polónia, na voivodia de Grande Polónia e no condado de Gnieźnieński. A sede do condado é a cidade de Trzemeszno.
De acordo com os censos de 2004, a comuna tem 14 102 habitantes, com uma densidade 80,7 hab/km².

## Área
Estende-se por uma área de 174,81 km², incluindo:
- área agricola: 75%
- área florestal: 10%

## Demografia
Dados de 30 de Junho 2004:
|                      | Total   | Total | Mulheres | Mulheres | Homens  | Homens |
| -------------------- | ------- | ----- | -------- | -------- | ------- | ------ |
|                      | pessoas | %     | pessoas  | %        | pessoas | %      |
| População            | 14 102  | 100   | 7106     | 50,4     | 6996    | 49,6   |
| Densidade (pop./km²) | 80,7    | 100   | 40,6     | 40,6     | 40      | 40     |

De acordo com dados de 2002, o rendimento médio per capita ascendia a 1279,52 zł.

## Comunas vizinhas
- Gniezno, Mogilno, Orchowo, Rogowo, Witkowo